# Nowoołeksandriwka (rejon krasnohradzki)
Nowoołeksandriwka (ukr. Новоолександрівка) – wieś na Ukrainie, w obwodzie charkowskim, w rejonie krasnohradzkim, w hromadzie Sachnowszczyna. W 2001 liczyła 976 mieszkańców, spośród których 919 wskazało jako ojczysty język ukraiński, 52 rosyjski, 1 białoruski, 1 ormiański, 2 inny, a 1 osoba się nie zadeklarowała.